# Prometheum aizoon
Prometheum aizoon är en fetbladsväxtart som först beskrevs av Edward Fenzl, och fick sitt nu gällande namn av H. 't Hart. Prometheum aizoon ingår i släktet Prometheum och familjen fetbladsväxter. Inga underarter finns listade i Catalogue of Life.